# Halfarkasfélék
A halfarkasfélék (Stercorariidae) a madarak osztályának lilealakúak (Charadriiformes) rendjébe tartozó család.

## Rendszerezésük
A családot John Edward Gray brit zoológus írta le 1870-ben, az egyetlen ide sorolt nemet Mathurin Jacques Brisson francia zoológus írta le 1760-ban, az alábbi fajok tartoznak ide
- ékfarkú halfarkas (Stercorarius parasiticus)
- nyílfarkú halfarkas (Stercorarius longicaudus)
- szélesfarkú halfarkas (Stercorarius pomarinus)
- nagy halfarkas (Stercorarius skua)
- délsarki halfarkas (Stercorarius maccormicki)
- barna halfarkas (Stercorarius antarcticus)
- chilei halfarkas (Stercorarius chilensis)

## Előfordulásuk
Az Északi- és a Déli-sarkvidék környékén fészkelnek. Természetes élőhelyeik a tengerpartok, szigetek és a nyílt tengerek. Vonuló fajok

## Megjelenésük
Testhosszuk 41-64 centiméter közötti. Jellemzően szürke vagy barna a tollazatuk.

## Életmódjuk
Táplálékparaziták, más madarak által elfogott halakkal táplálkoznak. Dögöket, rovarokat, tojásokat és fiókákat is fogyasztanak. Saját maguk is vadásznak, a kisebbek lemmingeket, a nagyobbak nyulakat, sirályokat és más madarakat is elfognak.

## Szaporodása
Fészekaljuk többnyire 2 tojásból áll.